# Gerhard Aigner
Gerhard Aigner (ur. 1 września 1943 w Ratyzbonie, zm. 20 czerwca 2024) – niemiecki piłkarz, sędzia i działacz piłkarski. Sekretarz generalny UEFA w latach 1989–2003.

## Kariera piłkarska
Gerhard Aigner grał w klubach: VfB Regensburg (1957–1964), FC Moutier (1968–1969) oraz FC Muri-Gümligen (1970–1979). W latach 1963–1966 był sędzią piłkarskim.

## Praca w UEFA
Gerhard Aigner jeszcze w trakcie kariery piłkarskiej, w 1969 roku rozpoczął pracę w UEFA, gdzie do 1989 roku pełnił funkcję funkcjonariusza. Następnie zastąpił Hansa Bangertera na stanowisku sekretarza generalnego UEFA. W 22 września 1999 roku stanowisko zajmowane przez Aignera zostało przemianowane na stanowisko dyrektora wykonawczego. 7 listopada 2003 roku zrezygnował ze stanowiska i został zastąpiony przez Szweda Larsa-Christera Olssona.
Był także honorowym członkiem UEFA.
Zmarł w wieku 80 lat. Jego pamięć uczczono minutą ciszy podczas rozgrywanych 20 czerwca 2024 spotkań w ramach piłkarskich Mistrzostw Europy.

## Euro-Sportring
Gerhard Aigner w 2006 roku został członkiem fundacji Euro-Sportring, skupiającej się na organizacji międzynarodowych turniejów sportowych, głównie dla drużyn młodzieżowych, a w 2010 roku został jej prezesem, gdzie został następcą Hansa Bangertera, którego w 1989 roku zastąpił na stanowisku sekretarza generalnego UEFA.

## Ordery i odznaczenia
- Krzyż Kawalerski Order Zasługi Republiki Federalnej Niemiec: 2003[2]